# Pomacanthus xanthometopon
Pomacanthus xanthometopon (лат.) — вид тропических морских рыб из семейства рыб-ангелов (Pomacanthidae) отряда окунеобразных. Обитает на коралловых рифах в Индо-Тихоокеанской области от юго-западного побережья Индии, Шри-Ланки и Мальдивских островов на западе ареала до Новой Каледонии и островов Вануату на востоке. На север ареал простирается до островов Яэяма и Рюкю на юге Японии и островов Палау и Кусаие в Океании. На юге эта рыба-ангел распространена до рифов Роули неподалеку от берегов северо-западной Австралии, восточного побережья полуострова Кейп-Йорк на северо-востоке этого континента и Большого Барьерного рифа. Встречается в богатых кораллами районах в лагунах, проливах и на внешних склонах рифов. Особенно тяготеет к местам, где есть пещеры и большие расщелины. Встречается на глубине от 5 до 30 м. Встречается как поодиночке, так и парами. В местах обитания обычна, имеет стабильную популяцию. Молодь селится в очень мелких прибрежных пещерах, заросших водорослями.
Общая длина тела достигает 38 см. Питается губками и оболочниками.

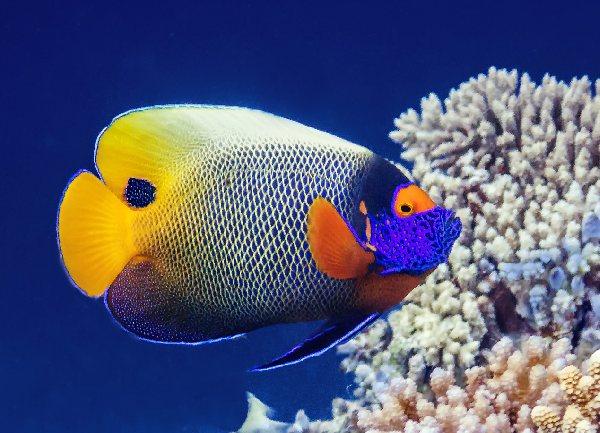
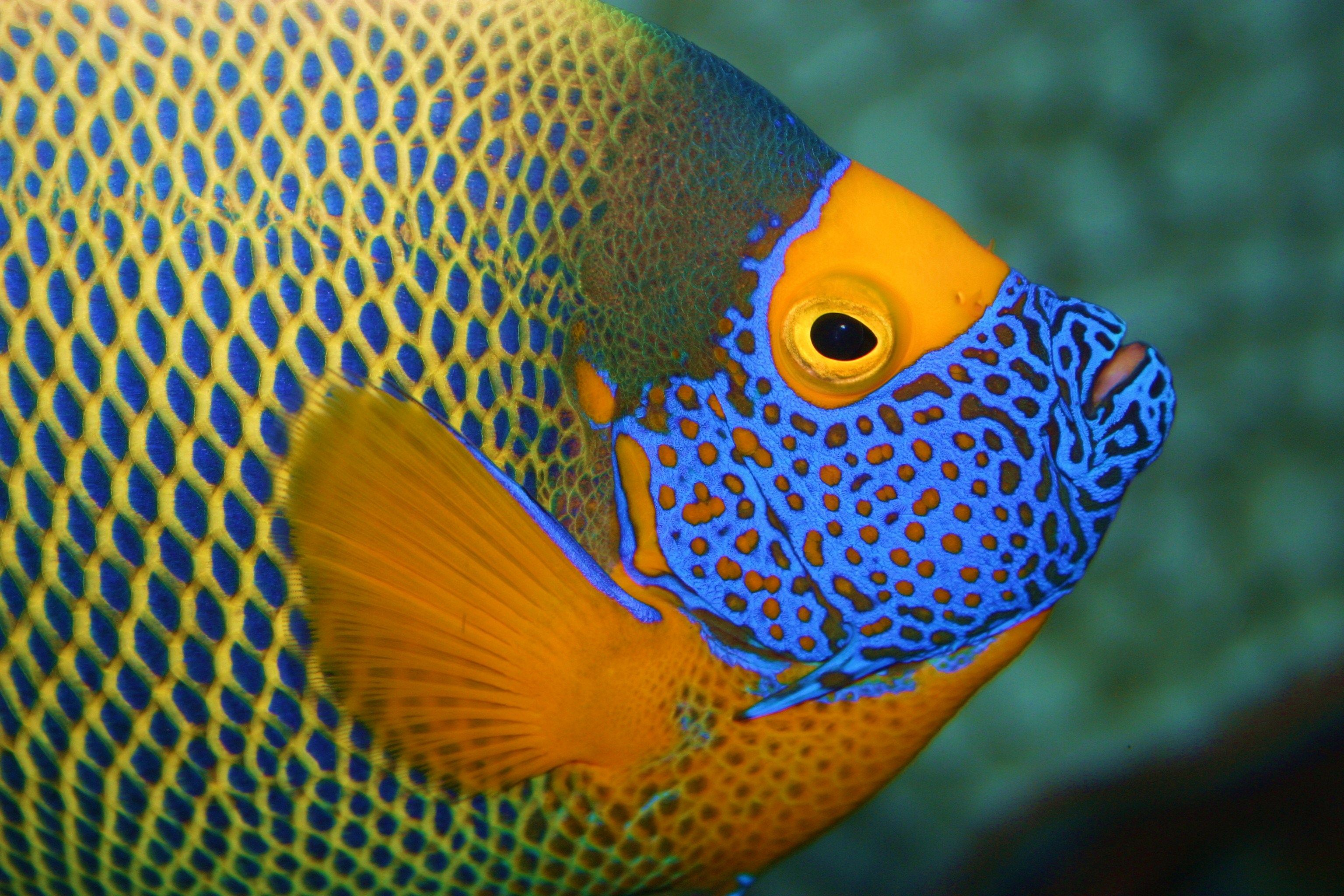
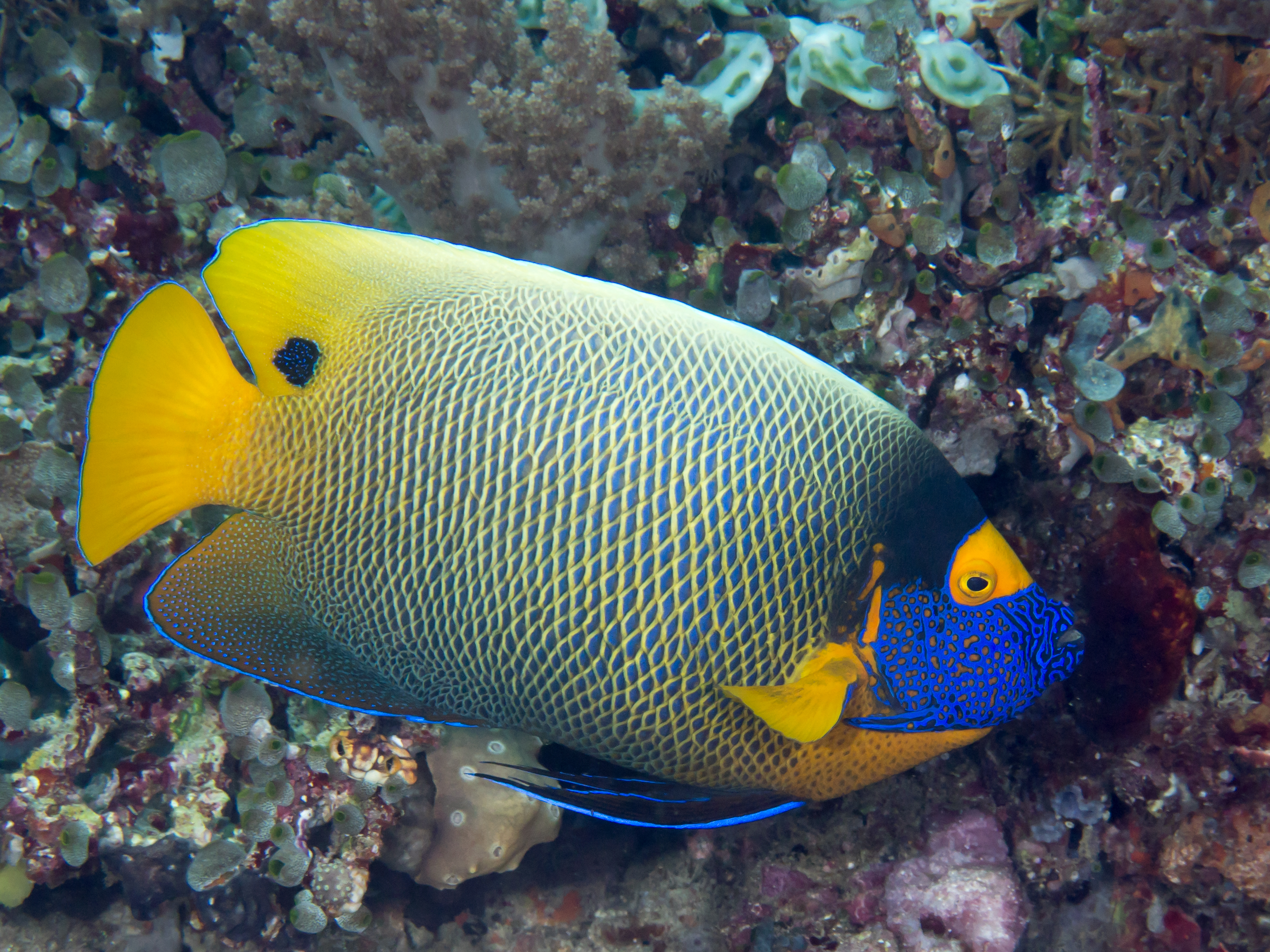
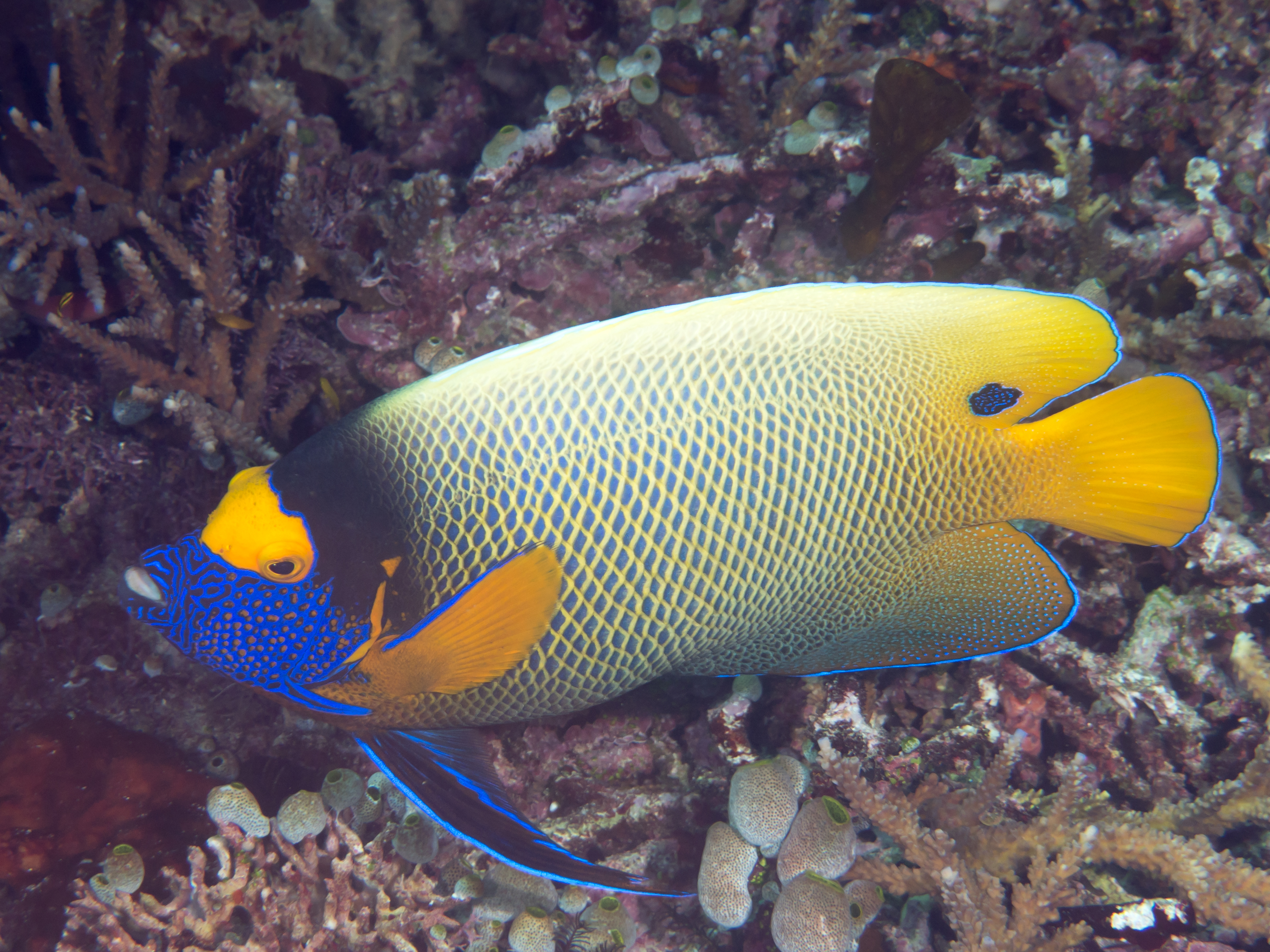